# Broome (New York)
Broome è un comune degli Stati Uniti d'America, situato nello Stato di New York, nella contea di Schoharie.